# (85168) Albertacentenary
(85168) Albertacentenary est un astéroïde de la ceinture principale.

## Description
(85168) Albertacentenary est un astéroïde de la ceinture principale. Il fut découvert le 2 septembre 1989 à l'observatoire Palomar par Andrew Lowe. Il présente une orbite caractérisée par un demi-grand axe de 3,18 UA, une excentricité de 0,26 et une inclinaison de 20,6° par rapport à l'écliptique.

## Compléments